# 4-FA
4-fluoramfetamine, 4-FA of 4-FMP is een amfetamine met een werking die vergelijkbaar is met MDMA en amfetamine. De stof heeft zowel stimulerende als entactogene eigenschappen. Recreatief gebruik van de stof is de laatste jaren (sinds het verbod op 4-MMC) sterk toegenomen. Vanaf mei 2017 is de stof, naar aanleiding van door het Trimbos-instituut gerapporteerde gevaren, in Nederland verboden, en staat op Lijst I van de Opiumwet. De nationale drug monitor 2015 van het Trimbos-instituut meldt dat vijf tot tien procent van "party gangers" ervaring heeft met het gebruik van 4-fluoramfetamine en de drug lijkt hiermee vaste voet aan de grond te hebben gekregen in de Nederlandse drugsscene.

## Effecten
De effecten van 4-FA zijn langdurend, met een maximum van enkele uren. 4-FA bevordert de afgifte van serotonine, dopamine en noradrenaline in de hersenen en blokkeert vervolgens de heropname van deze stoffen. Gebruikers melden een sterk gevoel van verbondenheid, alertheid, euforie en een grotere behoefte aan sociaal contact.

## Risico's
Het Trimbos-instituut waarschuwt voor de gezondheidsrisico's van het recreatief gebruik van 4-fluoramfetamine, waaronder hoge bloeddruk, hartproblemen en hersenbloedingen. Gebruikers (> 10%) melden ongewenste bijwerkingen zoals hoofdpijn, zweten, droge mond, tandenknarsen en kaakkrampen, moeite met inslapen, angsten, verminderde eetlust, misselijkheid, griepachtige verschijnselen, mentale veranderingen en verhoogde lichaamstemperatuur. Een groot risico aan het gebruik van 4-FA is dat de klachten die gebruikers ervaren in het begin vrij mild van aard zijn, in het bijzonder (lichte) hoofdpijn en een (lichte) verhoging van de bloeddruk, maar onverwacht snel kunnen omslaan in levensbedreigende situaties.
Sinds het uitkomen van het CAM rapport waarschuwt het Trimbos instituut dat deze klachten kunnen voorkomen bij een enkele dosis en zonder dat het gecombineerd wordt met andere drugs.
In de zomer van 2016 namen instanties als de Jellinek-kliniek en het Trimbos-instituut een stijging aan gezondheidsincidenten veroorzaakt door gebruik van 4-FA waar.

## Dosering
Op gebruikerswebsites worden aan de hand van gebruikerservaringen inschattingen gedeeld van de gewenste dosering van de drug.
Oraal:
| Effect    | Dosering    |
| --------- | ----------- |
| zwak      | 40-70 mg    |
| gemiddeld | 70–110 mg   |
| sterk     | 115–150+ mg |

4-FA wordt vooral verkocht in poedervorm. Daarnaast wordt 4-FA ook steeds vaker in vorm van pillen en capsules verkocht, waarbij het 4-FA-gehalte tussen de 100 en 200 mg ligt.
Omdat de effecten van 4-FA langzamer beginnen dan bij MDMA en amfetamine, en als milder beoordeeld worden, kunnen gebruikers geneigd zijn om (sneller) extra doseringen te nemen. Dat kan leiden tot overdosering.